# Micropleurotoma spirotropoides
Micropleurotoma spirotropoides é uma espécie de gastrópode do gênero Micropleurotoma, pertencente a família Horaiclavidae.